# (12040) Jacobi
(12040) Jacobi  es un asteroide perteneciente al cinturón de asteroides, descubierto el 8 de marzo de 1997 por Paul G. Comba desde el Observatorio de Prescott, en Arizona, Estados Unidos.

## Designación y nombre
Jacobi se designó inicialmente como 1997 EK8.
Más adelante fue nombrado en honor al matemático alemán Carl Gustav Jakob Jacobi (1804-1851).

## Características orbitales
Jacobi orbita a una distancia media del Sol de 2,4201 ua, pudiendo acercarse hasta 1,9249 ua y alejarse hasta 2,9153 ua. Tiene una excentricidad de 0,2046 y una inclinación orbital de 2,7064° grados. Emplea en completar una órbita alrededor del Sol 1375 días.

## Características físicas
Su magnitud absoluta es 15,3.